# Кольядо Абреу, Норберто
Норберто Кольядо Абреу (23 февраля 1921 — 2 апреля 2008) — кубинский капитан, рулевой яхты «Гранма», в 1956 году доставившей группу революционеров во главе с Фиделем Кастро на Кубу из мексиканского порта Туспан.

## Биография
Норберто Кольядо служил на флоте во Второй мировой войне и принял участие в потоплении немецкой субмарины U-176 15 мая 1943 года. За это получил награды от президентов Кубы и США.
После войны служил в морской полиции Гаваны.
После прихода к власти Батисты из-за своих левых взглядов был арестован и приговорен к шести годам заключения. В тюрьме встретился с Фиделем Кастро. После досрочного освобождения в 1955 отправился вместе с ним в изгнание в Мексику.
В ночь на 25 ноября 1956 года яхта «Гранма» с группой кубинских революционеров отплыла из Туспана в сторону Кубы. Кольядо был рулевым судна.
Вскоре после высадки на побережье Кубы и боя в Алегрия-дель-Пио Норберто Кольядо попал в руки кубинских военных и впоследствии получил шесть лет лишения свободы. Освобожден после победы Кубинской революции.
До 1981 года занимал различные посты в кубинском флоте.
Скончался 2 апреля 2008 года.